# Leonid Kutxma
Leonid Kutxma (ucraïnès: Леоні́д Дани́лович Ку́чма)  (Chaikyne, 9 d'agost de 1938), nom complet amb patronímic Leonid Danílovitx Kutxma, transliteració internacional: Leonid Kuchma, és un polític i enginyer ucraïnès.
Va estudiar en la Universitat de Dnipropetrovsk, on es va llicenciar en enginyeria de coets. Treballà a Baikonur (a Kazakhstan), i fou membre del Partit Comunista de la Unió Soviètica entre 1960 i 1991.
Va jugar un important paper en els programes de míssils estratègics i coets espacials com executiu de la companyia industrial Iújmaix o Pivdénmaix (nom complet de la fàbrica en ucraïnès: Виробниче об’єднання Південний машинобудівний завод ім. О.М. Макарова, traduït: Associació productiva Fàbrica meridional A. M. Makàrov de construcció de màquine; forma escurçada del nom: Південмаш, transcrit: Pivdénmaix; nom complet en rus: Производственное объединение „Южный машиностроительный завод“ имени А. М. Макарова; forma escurçada: Южмаш, transcrit: Iújmaix) de Dnipropetrovsk.
Des de 1990 a 1992 va ser membre de la Rada Suprema i va pertànyer al Comitè de Defensa i Seguretat de l'Estat. Es va convertir en Primer ministre d'Ucraïna el 1992-1993, i després de les eleccions presidencials ucraïneses de 1994 fou nomenat president d'Ucraïna. Reelegit a les presidencials de 1999, el seu segon mandat es va acabar a l'octubre de 2004. El frau electoral organitzat a les eleccions presidencials ucraïneses de 2004 per al seu candidat Víktor Ianukòvitx provocà la Revolució Taronja. Després va exercir un paper de mediador en la Guerra al Donbàs.
L'oposició el va acusar d'estar relacionat amb l'assassinat el 2000 del periodista Georgiy Gongadze i organitzà nombroses manifestacions. També se'l criticà per les seves restriccions a la llibertat de premsa, aplicant la censura a tota crítica.

## Biografia

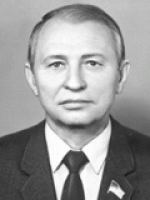
Leonid Kutxma el 1990.

Leonid Kutxma va néixer l'any 1938 en una família de camperols al nord d'Ucraïna. El seu pare, Danylo Prokopovych Kutxma, va ser ferit l'any 1942 durant la Segona Guerra Mundial i va morir a causa de les seves ferides a l'hospital de campanya 756 (prop del poble de Novoselitsia) quan Leonid Kutxma tenia quatre anys. La seva mare, Paraska Koutchma, treballava en un kolkhoz.
Leonid Kutxma va anar a una escola d'educació general a Semenovka Raion, un districte veí de la ciutat de la seva infància. Després es va matricular a la Universitat Nacional Oles-Hontchar de Dnepropetrovsk (avui Dnipro), on va obtenir un títol d'enginyer en enginyeria mecànica el 1960. El mateix any, es va unir al Partit Comunista de la Unió Soviètica.
Es va convertir en un alt directiu de la fàbrica Yuzhmash a Dnipró, que fabricava els principals míssils intercontinentals de la Unió Soviètica, abans d'ocupar el càrrec de director. El 1967 es va casar amb Liudmila. La seva dona recaptava fons de caritat i donava suport al moviment paralímpic al país.

## Primer ministre
Director d'una de les fàbriques més grans del complex militar-industrial amb un paper en l'economia del país, Kutxma va ser nomenat primer ministre d'Ucraïna el 13 d'octubre de 1992, convertint-se en el segon titular d'aquest càrrec. Va romandre en el càrrec fins al 22 de setembre de 1993.

## President
El setembre 1993 Kutxma va dimitir com a primer ministre i es va presentar com a candidat a les Eleccions presidencials ucraïneses de 1994. Als ulls dels votants, encarna el típic industrial soviètic de l'època de Gorbatxov, un directiu pragmàtic que porta el vestit d'un home de negocis modern mentre que el seu competidor, el president sortint Kravtxuk, continua amb el vestit gris dels apparàtxiks soviètics. Va liderar una innovadora campanya electoral per al país durant la qual va viatjar pel país utilitzant mitjans de televisió. Va guanyar gràcies als vots de la regió industrial (est d'Ucraïna) mentre que el seu competidor va rebre la majoria de vots a l'oest del país.
Vol estimular l'economia restablint les relacions econòmiques amb Rússia i passant més ràpidament a una economia de mercat després de dècades sota l'economia planificada. Va ser reelegit l'any 1999. Alguns diaris de l'oposició durant la seva presidència van ser prohibits i un periodista va morir en circumstàncies misterioses.

### Mides internes

#### Política econòmica

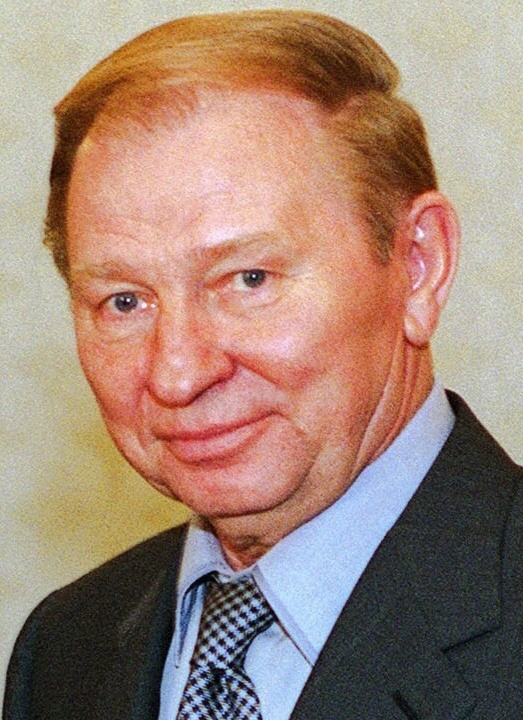
Leonid Kutxma el 2001.

L’octubre 1994, Leonid Kutxma va anunciar la finalització de les reformes econòmiques, incloent-hi la reducció de subsidis, l'aixecament dels controls de preus, la reducció d'impostos, la privatització de la indústria i l'agricultura i reformes financeres i bancàries. El Parlament aprova els punts principals del pla. El Fons Monetari Internacional promet un préstec de 360 milions de dòlars per iniciar les seves reformes.
Va ser reelegit el 1999 per al seu segon mandat. Els opositors l'acusen de participar en l'assassinat del 2000 del periodista de l'oposició Georgy Gongadze, així com d'altres escàndols, cosa que ell nega. Els crítics culpen a Kutxma de les restriccions a la llibertat de premsa. Kutxma sembla tenir un paper clau en la destitució del Consell de Ministres d'Ucraïna de Víktor Iúsxenko per la Rada (Parlament) el 26 d'abril de 2001.
El primer ministre de Kutxma des de 2002 fins a principis gener 2005 va ser Víktor Ianukòvitx, que uns anys més tard esdevindria president al seu torn.

#### Política exterior

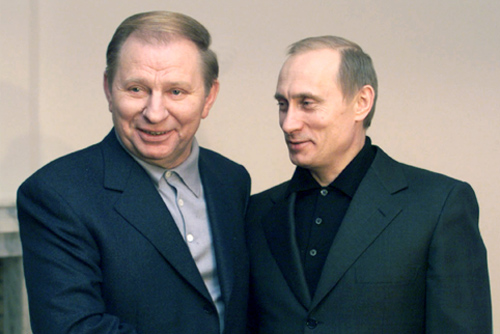
Leonid Kutxma i Vladímir Putin, President de Rússia, el 2002.

Kutxma va signar el «tractat d'amistat, cooperació i associació» amb Rússia, i va aprovar una sèrie de converses amb la CEI. Es va referir a la llengua russa com «una de les llengües oficials». Va signar un acord especial de col·laboració amb l'OTAN, i fins i tot va plantejar la possibilitat d'adherir-se a l'Aliança atlàntica.
La popularitat de Kutxma a Ucraïna i a l'estranger va caure en picat a mesura que es va embolicar en escàndols de corrupció i es va dirigir a Rússia com el seu nou aliat, cosa que justifica dient que Ucraïna necessita una política exterior que equilibri els interessos d'Orient i Occident.

#### Paper en la crisi electoral de 2004
En el període previ a les eleccions presidencials de 2004, els oligarques contraris a Leonid Kutxma van aportar almenys 150 milions de dòlars als partits polítics de l'oposició. Els Estats Units també intervenen per promoure un canvi de govern a Ucraïna. Segons Michael McFaul, ambaixador dels EUA a Rússia del 2012 al 2014 i arquitecte de la política de Barack Obama a la regió, el govern dels EUA va gastar més de 18 milions de dòlars en «promoció de la democràcia» durant els dos anys anteriors a les eleccions.
El paper de Leonid Kutxma en la crisi electoral del 2004 no està del tot clar. Després de la segona volta del 21 novembre 2004, Víktor Ianukòvitx va aparèixer victoriós gràcies al frau, que va provocar la fúria de l'oposició i dels observadors independents, que va portar a la Revolució Taronja. Leonid Kutxma convida llavors Ianukóvitx i Victor Medvedtxuk (el cap de l'oficina presidencial) a declarar l'estat d'emergència. No obstant això, posteriorment va rebutjar aquesta petició, Viktor Ianukóvitx va acusar públicament Kutxma d'haver comès traïció. No obstant això, el president Kutxma es nega a separar-se del seu primer ministre després que el Parlament aprovés una moció de censura contra el gabinet, l'11 de desembre de 2004.
L'organització d'una nova segona volta, guanyada el 26 de desembre de 2004 pel candidat pro-occidental i líder de la Revolució Taronja Víktor Iúsxenko, permet a Leonid Kutxma romandre en el càrrec fins 23 gener 2005, totalitzant així deu anys i mig de presidència, un rècord fins ara sense igual a Ucraïna.

## Després de la presidència

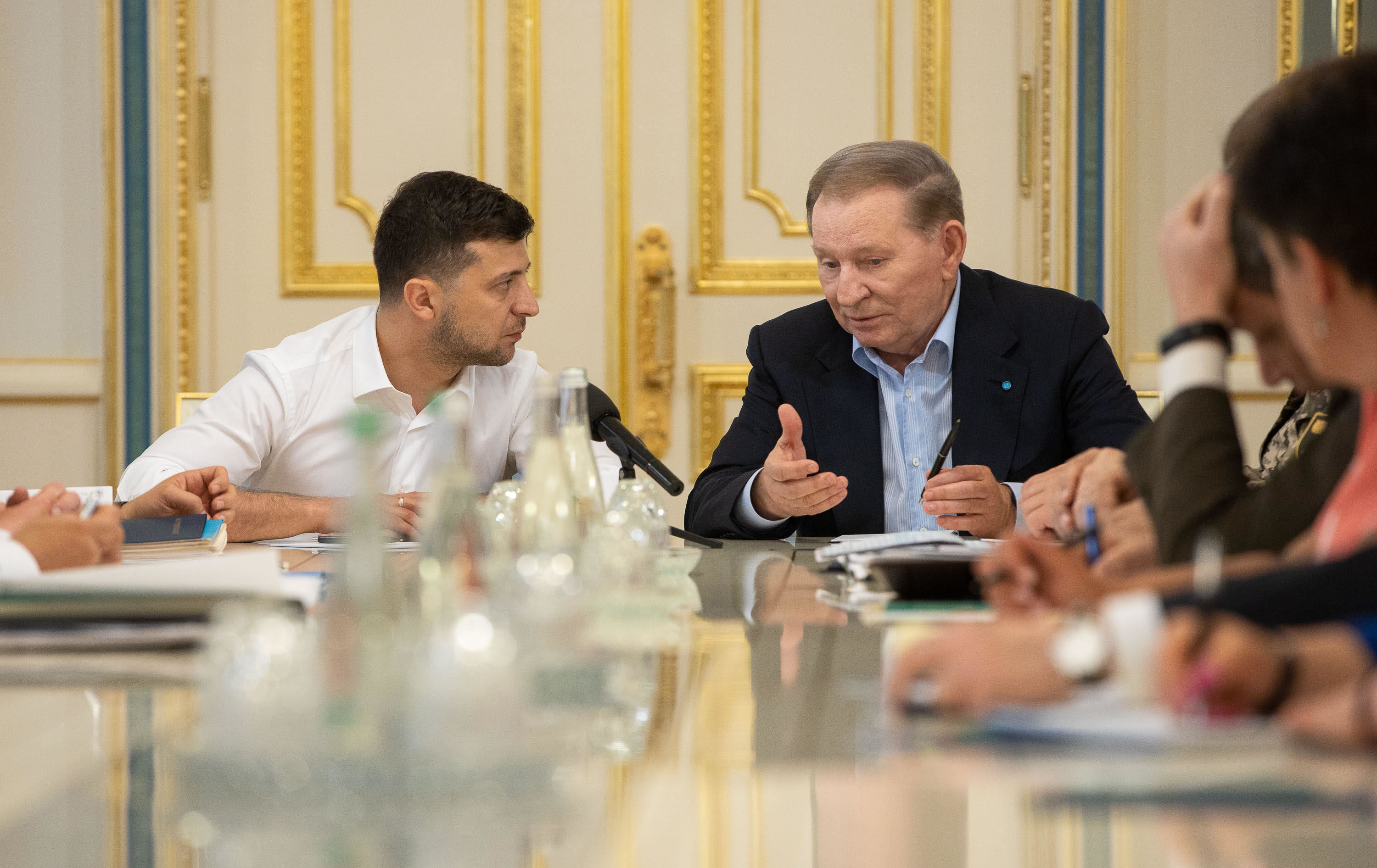
Leonid Kuchma intercanviant amb Volodímir Zelenski (2019).

Poc després de la presa de possessió de Viktor Iúsxenko, per por de ser acusat al seu país per casos de corrupció, Kutxma va abandonar el país cap a Moscou. Va tornar a Ucraïna el 2009. Es va mostrar a favor de Víktor Ianukòvitx a les eleccions presidencials de 2010.
El 24 març 2011, Leonid Kutxma va ser acusat d'abús de poder com a part de la investigació sobre la mort del periodista de l'oposició Georgi Gongadze. L'antic president ha estat acusat durant molt de temps de ser un dels responsables d'aquest assassinat. En aquest cas es van observar diversos suïcidis de testimonis clau.
El juliol 2014, Leonid Kutxma va ser escollit pel president Petrò Poroixenko per representar Ucraïna a les negociacions de Minsk (Protocol de Minsk i Minsk II) amb els separatistes d’Ucraïna oriental. El 2 d'octubre de 2018, Kuchma va renunciar com a representant d'Ucraïna al Grup de Contacte Trilateral a causa de la seva edat. El 3 juny 2019, el president Volodímir Zelenski el va nomenar representant d'Ucraïna al grup de contacte per la pau al Donbass. Segons fonts nord-americanes, va deixar el càrrec de nou el juliol del 2020, citant fatiga. Va ser substituït per Leonid Kravchuk.